# 节蒴木属
节蒴木属（学名：Borthwickia）是山柑科下的一个属，为灌木或小乔木植物。该属仅有节蒴木（Borthwickia trifoliata）一种，分布于缅甸和中国云南。